# Gomphrena scandens
Gomphrena scandens là loài thực vật có hoa thuộc họ Dền. Loài này được (R.E.Fr.) J.C.Siqueira mô tả khoa học đầu tiên năm 1992.